# Keetia rubens
Keetia rubens är en måreväxtart som först beskrevs av William Philip Hiern, och fick sitt nu gällande namn av Diane Mary Bridson. Keetia rubens ingår i släktet Keetia och familjen måreväxter. Inga underarter finns listade i Catalogue of Life.